# Raphaël Lenglet
Raphaël Lenglet, nacido el 21 de octubre de 1976 en San Quintín, Aisne, es un actor y director francés.

## Biografía
Raphaël Lenglet se crio en Lorena hasta los 19 años, cuando dejó la región para tomar clases de actuación en París. Durante el curso recibió formación como actor del cineasta belga Robert Cordier.
Después de varios pequeños papeles en teatro, cine y televisión, se dio a conocer al público en general gracias a la serie Les Bleus, premiers pas dans la police, en la que interpretó a Alex Moreno, uno de los personajes principales. Desde 2013, ha desempeñado el papel recurrente del Capitán Antoine Dumas, más tarde ascendido a comisario, en la serie policial de France 2 Candice Renoir junto a Cécile Bois.

## Filmografía

### Actor

#### Cine
- 2000: Là-bas... mon pays de Alexandre Arcady: Issam de joven
- 2003: Les Marins perdus de Claire Devers
- 2007: J'ai plein de projets (cortometraje) de Karim Adda: el que mide el brazo
- 2008: Home Sweet Home de Didier Le Pêcheur: Ladrun
- 2009: Vértigo de Abel Ferry: Guillaume
- 2012: Mince alors ! de Charlotte de Turckheim: Yussuf
- 2014: La Liste de mes envies de Didier Le Pêcheur: el empleado de Europea de los juegos
- 2016: Elle de Paul Verhoeven: Ralph

#### Televisión
- 2001: Navarro, Graine de macadam (temporada 13, episodio 5) realizado por José Pinheiro
- 2001: PJ, Spiritisme (temporada 5, episodio 11) realizado por Gérard Vergez: un azul
- 2002: Generación Start-up de Arnaud Sélignac
- 2002 - 2003: Caméra Café, de Bruno Solo, Yvan Le Bolloc'h y Alain Kappauf, episodios Dimitri (temporada 2, episodio 114), Vieille fille (temporada 3, episodio 61), Roulez jeunesse (temporada 3, episodio 110) y Un petit coucou (temporada 3, episodio 115): Dimitri Kovalski
- 2003 - 2004: Domisiladoré
- 2004: Central Nuit, Le Bruit des murmures (temporada 3, episodio 5) realizado por Pascale Dallet: Mario
- 2006: L'État de Grace, miniserie de Jean-Luc Gaget: Lionel
- 2006 - 2010: Les Bleus, premiers pas dans la police, serie creada por Alain Robillard, Alain Tasma y Stéphane Giusti, temporadas 1 a 4: Alex Moreno
- 2007: Sécurité intérieure de Jérôme Minet y Nora Melhli: Jean
- 2010: Dix jours pour s'aimer de Christophe Douchand: Greg
- 2011: Le Sang de la vigne, El Último Golpe de Jarnac (temporada 2, episodio 1) realizado por Marc Río: Gautier
- 2011: Ni vu, ni connu de Christophe Douchand: Florian Camus
- 2012: Vive la colo !, serie creada por Didier Le Pêcheur y Dominique Ladoge, temporada 1: Driss
- 2013 - en curso: Candice Renoir, serie creada por Christophe Douchand y Nicolas Picard-Dreyfuss: capitán después comisario Antoine Dumas
- 2017: Marie de Bourgogne, miniserie de Andreas Prochaska: Olivier de la Andadura
- 2019: Les Ombres rouges, serie creada por Corinne Bergas y Christophe Douchand: Frédéric
- 2019: Le Grand Bazar, serie creada por Baya Kasmi, temporada 1: Pascal
- 2019: Coup de foudre à Saint-Pétersbourg de Christophe Douchand
- 2020: Muerte en Granvile: capitan Bonaventure

### Director
- 2006: Star Truc, cinco episodios (serie de tv), con Didier Bénureau
- 2014: En famille, temporada 3, episodio 457
- 2017: Candice Renoir, Il faut souffrir pour être beau (temporada 6, episodio 1) , La Vengeance est un plat qui se mange froid (temporada 6, episodio 2)
- 2018: Candice Renoir, Bon sang ne saurait mentir (temporada 7, episodio 9), Les grands esprits se rencontrent (temporada 7, episodio 10)

## Teatro
- 2007: Les Couteaux dans le dos, de Pierre Notte, puesta en escena de Emmanuelle Bougerol.
- 2008: Open Bed, de David Serrano, puesta en escena de Charlotte de Turckheim, adaptación de Laurent Ruquier, con Titoff, Élisa Tovati, Nadège Beausson-Diagne en el Théâtre des Bouffes-Parisiens de París.